# Tomaspis pulchralis
Tomaspis pulchralis är en insektsart som beskrevs av Valdes Ragues 1910. Tomaspis pulchralis ingår i släktet Tomaspis och familjen spottstritar. Inga underarter finns listade i Catalogue of Life.